# Retro Game Challenge
Retro Game Challenge (ゲームセンターCX 有野の挑戦状 Game Center CX: Arino no Chōsenjō) est un jeu vidéo qui compile plusieurs jeux de genres différents à l'allure rétro, développé par indieszero et édité par Namco Bandai Games, sorti en 2007 sur Nintendo DS. Il est adapté de l'émission japonaise GameCenter CX et a eu deux suites.

## Accueil
- IGN : 8,6/10[1]